# Miloňovice
Miloňovice [ˈmɪlɔɲɔvɪt͡sɛ] (deutsch Milonowitz, früher Minolowitz) ist eine Gemeinde in Tschechien. Sie liegt sechs Kilometer südöstlich von Strakonice und gehört zum Okres Strakonice.

## Geographie

### Geographische Lage

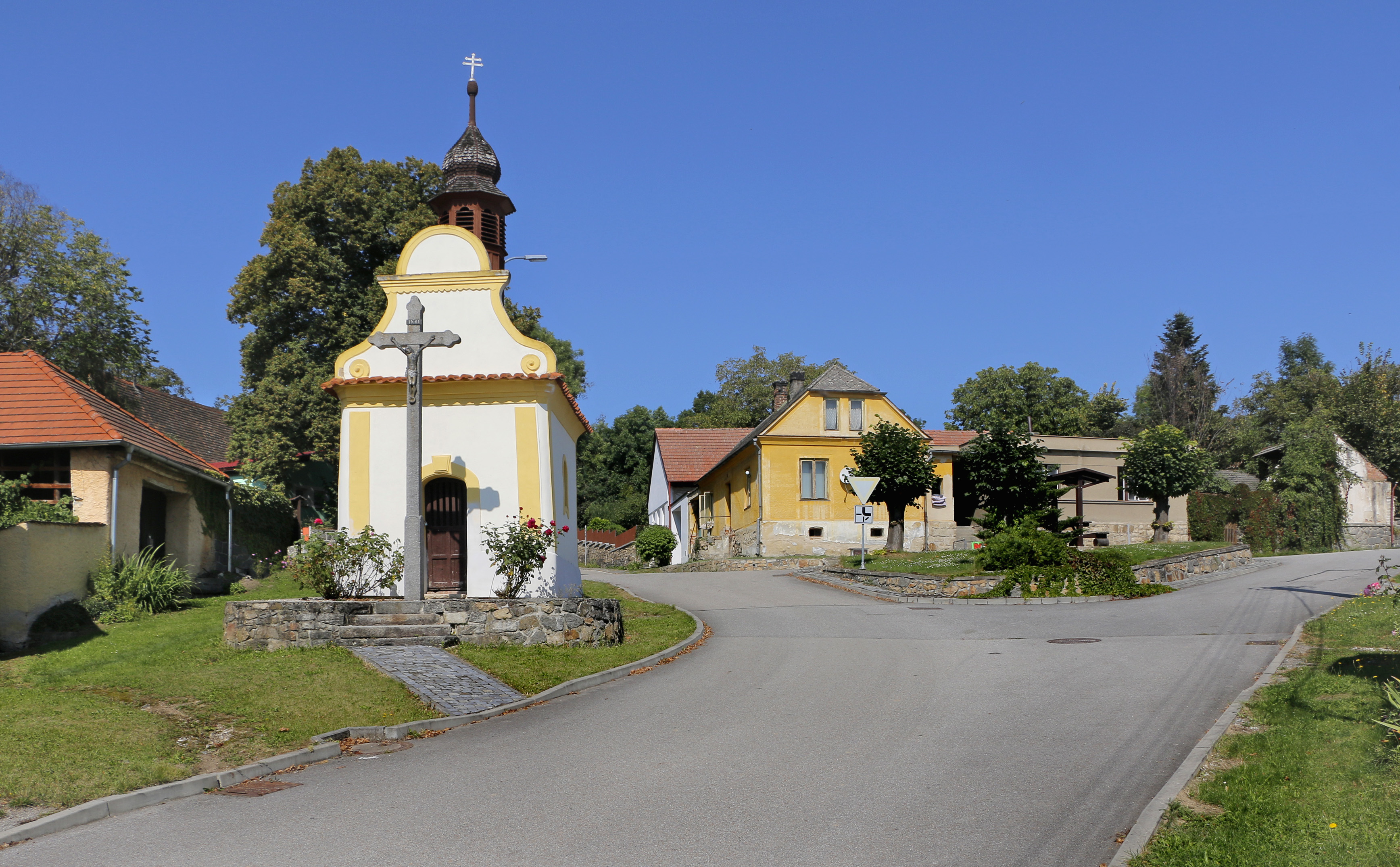
Dorfplatz in Miloňovice

Miloňovice befindet sich im Vorland des Böhmerwaldes. Am südlichen Ortsausgang entspringt der Bach Miloňovický potok. Nordöstlich erhebt sich die Výřice (598 m), im Osten der Zhůří (507 m), südlich der Kuřimanský vrch (586 m) und der Ostrý vrch (579 m), im Südwesten der Karlovec (541 m), westlich der Holý vrch (542 m) sowie im Nordwesten die Lipovice (561 m).

### Gemeindegliederung
Die Gemeinde Miloňovice besteht aus den Ortsteilen Miloňovice (Milonowitz), Nová Ves (Neudorf) und Sudkovice (Sudkowitz).

### Nachbargemeinden
Nachbarorte sind Zadní Ptákovice und Nebřehovice im Norden, Sedlíkovice, Zorkovice und Jinín im Nordosten, Cehnice im Osten, Třešovice und Paračov im Südosten, Kuřimany und Sudkovice im Süden, Jedraž, Milíkovice und Svaryšov  im Südwesten, Nová Ves und Přední Zborovice im Westen sowie Radošovice, Kapsova Lhota und Přední Ptákovice im Nordwesten.

## Geschichte
Die erste urkundliche Erwähnung von Minolowitze erfolgte im Jahre 1243 als Bavor I. von Strakonitz und seine Frau Dobislawa das Dorf zusammen mit Lom, Ptákovice, Sousedovice, Radošovice, Libětice, Mutěnice und Krty sowie der Kirche des hl. Prokop und einem Haus in Strakonice dem Johanniterspital in Prag schenkte. Seine Frau Dobislawa überließ dem bei der Kirche des hl. Prokop in Strakonice eingerichteten förmlichen Konvent des Johanniterordens noch die Dörfer Makarov, Kozlov und Mnichov. 1251 wurde die Schenkung bestätigt. Zu Beginn des 14. Jahrhunderts entstand in Miloňovice ein Vladikesitz. Als erster Besitzer ist 1318 Ctibor von Minolowitz nachweislich. Er oder seine Nachfahren ließen eine Feste erbauen. Diese gehörte 1373 den Brüdern Bašek von Minolowitz, Pešek von Minolowitz, Hrzek von Minolowitz auf Nebřehovice und Vojtěch von Minolowitz auf Budkov. Im Jahre 1398 kauften die Brüder Jan Kočka, Oldřich Kočka und Ctibor von Minolowitz ein Vorwerk in Droužetice sowie Einkünfte aus Černíkov. Später teilten die Brüder den Besitzer. Oldřich Kočka erhielt Droužetice und Ctibor Minolowitz. Beide sind bis 1410 nachweisbar. Danach erwarb Vlastěj von Kruh, der von 1408 bis 1412 auch das Gut Ginin  besaß, Minolowitz und verband beide Güter. Zwischen 1417 und 1434 gehörten Ginin und Minolowitz Wenzel von Kruh. Ihm folgte ab 1445 Vácslav Vlašek, der 1457 seinen Besitz noch um das Gut Nihošovice erweitern konnte und als Burggraf von Helfenburg in den Diensten der Rosenberger stand. Einen weiteren Hof besaß Martin Vlašek und danach dessen Witwe Domka, die 1455 verstarb. Im Jahre 1468 ist Vácslav Vlašek letztmals – als Aufständischer gegen Kaiser Friedrich III. nachweisbar. Anschließend besaß Mařík von Miloňovice das Gut. Zu Beginn des 16. Jahrhunderts war das Dorf geteilt. Den einen Anteil hielt Wilhelm von Buzice, die Feste besaß Petr Radkovec von Mirovice. Nach dessen Tode erbte im Jahre 1532 Ursula von Žihobce den Besitz. Deren Söhne Petr Radkovec, Jan und Hynek verkauften die Feste Miloňovice mit dem Vorwerkshof und dem Dorf vor 1541 für 450 Schock an Wenzel Buzický von Buzice. Ihn beerbten 1557 seine Töchter Ludmila und Margarethe. Ab 1589 gehörte das Gut Heinrich Deym Graf von Střítež. Nach der Schlacht am Weißen Berg wurde er wegen der Teilnahme am Ständeaufstand zum Verlust der Hälfte seines Besitzes verurteilt. Die Hofkammer verkaufte die Feste Miloňovice mit den zugehörigen Gütern Mladějovice und Osek im Jahre 1623 für 10.000 meißnische Schock an Wolf Ilburg von Vřesovice auf Podsedice, der sie noch im selben Jahre an Ferdinand Rudolf Lažanský von Buková weiter veräußerte. 1661 verkaufte dessen Sohn Franz Adam Lažanský die Feste an Leopold Wenzel Kolchrejtár von Kolchrejt. Nach dessen Tode im Jahre 1669 erwarb Ignaz Dietrich Vitanovský von Vlčkovic das Gut Miloňovice. Nachfolgende Besitzerin wurde 1681 seine Witwe Johann Magdalena geborene Gräfin Hržan von Haraß. 1683 verkaufte sie Miloňovice an Franz Georg Ritter Daudlebsky von Daudleb und seine Frau Lidmila Veronica von Kalenitz. Im Jahre 1685 erwarb Gundakar von Dietrichstein die Allodialgüter Milonowitz und Cžepřowitz mit den Höfen Stržiteřz (Střítež) und Miliwitz von Franz Wenzel Ritter Daudlebsky von Daudleb. Er schloss diese danach an seine Herrschaft Wällischbirken an. 1689 ließ er die Herrschaft mit an den angeschlossenen Allodialgütern durch Kaiser Leopold I. zu einem Fideikommiss vereinigen. Der Fideikommiss fiel 1690 seinem Neffen  Ferdinand Joseph von Dietrichstein zu und blieb danach im Besitz der Reichsfürsten von Dietrichstein. Letzter feudaler Grundherr war ab 1808 Franz Joseph von Dietrichstein-Proskau-Leslie. Im Jahre 1840 bestand Milonowitz / Minolowice aus 24 Häusern mit 151 Einwohnern. Im Dorf bestanden ein herrschaftlicher Meierhof,   ein Jägerhaus, eine Schäferei und ein Wirtshaus. Pfarrort war Ginin. Bis zur Mitte des 19. Jahrhunderts blieb das Dorf immer der Fideikommissherrschaft Wällischbirken untertänig.
Nach der Aufhebung der Patrimonialherrschaften bildete Miloňovice / Milonowitz ab 1850 mit den Ortsteilen Nová Ves, Sudkovice und Zorkovice eine Gemeinde im Bezirk und Gerichtsbezirk Strakonitz. Zorkovice wurde 1949 nach Jinín umgemeindet.

## Kultur und Sehenswürdigkeiten

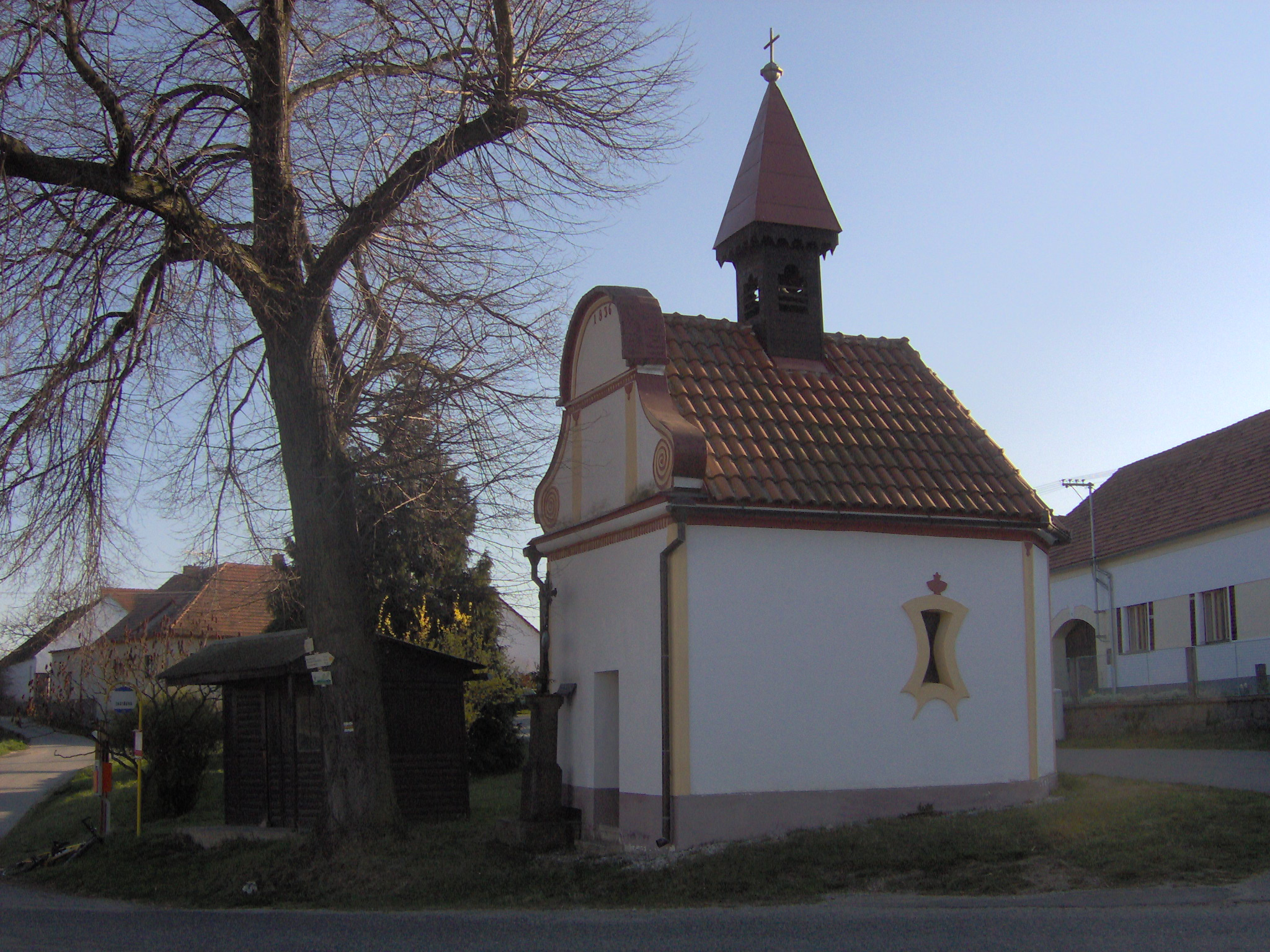
Kapelle St. Wenzel in Sudkovice

- Reste der Renaissancefeste Miloňovice, erhalten ist ein Speichergebäude westlich des Herrenhauses
- Kapelle der Jungfrau Maria auf dem Dorfplatz von Miloňovice, errichtet zu Beginn des 19. Jahrhunderts
- Nischenkapelle der hl. Anna aus der ersten Hälfte des 18. Jahrhunderts, am Haus Nr. 18
- Giebelhof Nr. 4, errichtet von Jakub Bursa im Bauernbarockstil
- Bildstock aus dem 18. Jahrhundert am Straßenabzweig nach Sudkovice und Nová Ves, der Legende nach soll an dem Platz ein Scharfrichter nach einer misslungenen Hinrichtung von einem aufgebrachten Mob erschlagen worden sein
- Nischenkapelle an der Straße nach Jinín
- Kapelle des hl. Wenzel in Sudkovice, erbaut 1836
- Marienkapelle aus dem 19. Jahrhundert, an der Straße östlich von Sudkovice

## Persönlichkeiten
- Martin Benka (1888–1971), der slowakische Maler arbeitete von 1915 bis 1918 durch Vermittlung seines Lehrers Alois Kalvoda als Landarbeiter bei Anton Klenka Ritter von Vlastimil auf dem Gut Miloňovice, um der Rekrutierung in die k.u. Armee zu entgehen. Er traf sich hier mit Kalvoda und Bohumil Krs.